# Pravica
Pravica (maďarsky Paróca) je obec na Slovensku v okrese Veľký Krtíš. Leží v pohoří Ostrôžky. Žije zde 118 obyvatel. První písemná zmínka o obci pochází z roku 1271.

## Pamětihodnosti
- zděné a obílenné kamenné domy č.p. 10[3] a 26, které jsou zapsány v seznamu kulturních památek[2]
- vesnická zvonice, zděná stavba na půdorysu čtverce

## Osada Imrov kopec
Součástí obce je osada Imrov kopec, která je v pohoří Ostrôžky, v nadmořské výšce 420 m. Leží na nezpevněné cestě z Príboje do Pravice. Osadou prochází červeně značkovaná turistická stezka na Lysec (716,4 m n. m.). Je zde obora o rozloze 200 ha.